# Caecidotea alleghenyensis
Caecidotea alleghenyensis is een pissebed uit de familie Asellidae. De wetenschappelijke naam van de soort is voor het eerst geldig gepubliceerd in 2011 door Lewis, Bowman & Feller.